# Mimí Derba
María Herminia Pérez de León (Ciudad de México, 9 de octubre de 1893-Ciudad de México, 14 de julio de 1953), conocida como Mimí Derba, fue una actriz, guionista, productora y directora de cine mexicana:v

## Biografía y carrera
Fue la cuarta hija de Francisco Pérez de León y Jacoba Avendaño. En su casa la apodaban Mimí, mote que adoptaría años después al inicio de su carrera como nombre artístico, agregándole Derba, inspirada en el nombre de un laboratorio farmacéutico italiano. 
Sus primeros pasos dentro del mundo del espectáculo los da en La Habana, Cuba en 1911 en donde debutó como tiple en el Teatro Peyret en una compañía de zarzuela en las obras El congreso feminista y Molinos de viento. En México, el mismo año participó en varios papeles secundarios, hasta que se convirtió en primera figura en 1912, cuando estrenó en el Teatro Lírico la obra de Carlos Arniches El cabo primero, con la compañía de los hermanos Pastor; a partir de este año su figura va en pleno ascenso y para 1915 era una de las vedettes más populares, participando en diversas compañías como la de Esperanza Iris con la que viajó por España, la de la célebre María Conesa y la suya, fundada junto a María Caballé. Entre las obras que más éxito le dieron destacan El país de la metralla (1913), Las musas del país (1913) y El barrio latino (1915), con la que causó gran escándalo ya que salía a escena con unos mallones que simulaban total desnudez.
En 1917, Derba fundó, junto al camarógrafo Enrique Rosas y con el apoyo económico de su amante de turno, el general Pablo González, la compañía Azteca Films, firma que produjo cinco largometrajes inspirados en los dramas italianos. Las cintas en cuestión fueron: En defensa propia, Alma de sacrificio, La soñadora, En la sombra, y La tigresa. En esta última, Derba dirige y actúa, convirtiéndose en la primera mujer directora de la historia de México, además de ser guionista de dos de ellas. Pese al esfuerzo y ante el poco éxito alcanzado, Derba y Rosas deciden liquidar la compañía en 1919.
Mimí continuó con su exitosa carrera teatral, medio del que se despidió en 1938 con una larga temporada en el palacio de Bellas Artes. En el lapso de su mayor éxito también escribió periódicamente para distintas publicaciones breves crónicas e historias, que reunió para publicar un libro en 1921 bajo el título de Realidades. En 1939, incursionó en la radio, siendo la voz protagónica de la estación XEQK.
A pesar de existen registros de que aceptó un papel en la película muda La linterna de Diógenes (La linterna mágica) (1924/1925), dirigida por Carlos Stahl, su reaparición oficial en cine la hace con la cinta pionera del cine sonoro mexicano: Santa de 1931. Posteriormente, se desempeñó como actriz secundaria durante el transcurso de la Época de Oro del cine mexicano, interviniendo en películas como El baisano Jalil (1942), Flor silvestre (1943), Una carta de amor (1943), La mujer sin alma (1944), México de mis recuerdos (1944), Nana (1944), Cuando lloran los valientes (1947), Ustedes los ricos (1948), Salón México (1949), La malquerida (1949), Inmaculada (1950), Rosauro Castro (1950), La ausente (1951), ¡Ay amor, cómo me has puesto! (1951), y Dos tipos de cuidado (1952).

### Muerte
El 14 de julio de 1953, Derba falleció en Ciudad de México a los 59 años de edad, a causa de una trombosis pulmonar. Su cuerpo fue cremado y sus cenizas fueron sepultadas en un nicho dentro de la parcela de la Asociación Nacional de Actores (ANDA) del Panteón Jardín, ubicado en la misma ciudad.

## Filmografía
| Año  | Título                          | Rol                                |
| ---- | ------------------------------- | ---------------------------------- |
| 1954 | Casa de muñecas                 | Abuela, mamá de Osvaldo            |
| 1953 | Dos tipos de cuidado            | Josefa, madre de Jorge             |
| 1953 | Cuatro horas antes de morir     |                                    |
| 1953 | El plebeyo                      | Madre de Luis Enrique              |
| 1952 | La mentira                      | Tía Sara                           |
| 1952 | La ausente                      | Doña Elena, madre de Isabel        |
| 1952 | Sangre en el barrio             | Doña Luisa                         |
| 1952 | Acapulco                        | Abuela de Ricardo                  |
| 1951 | ¡Ay amor... cómo me has puesto! | Doña Beatriz, madre de Margarita   |
| 1951 | Mi mujer no es mía              | Tía Agustina                       |
| 1951 | Historia de un corazón          | Isabel                             |
| 1950 | Nosotras las taquígrafas        | Mamá de Bertha                     |
| 1950 | Traicionera                     | Doña Juana                         |
| 1950 | La loca de la casa              | Madre superiora                    |
| 1950 | Rosauro Castro                  | Doña Margarita, mamá de Rosauro    |
| 1950 | Inmaculada                      | Madre de Luis Ángel                |
| 1950 | Médico de guardia               | Doña Carmen, madre de Jaime        |
| 1950 | La vida en broma                | Doña Eugenia                       |
| 1950 | Caballera blanca                | Doña Emilia                        |
| 1949 | La hija del penal               | La abadesa                         |
| 1949 | El seminarista                  | Madre superiora                    |
| 1949 | Prisión de Sueños               |                                    |
| 1949 | Rondalla                        | Doña Luisa                         |
| 1949 | El abandonado                   | Madre de Damián                    |
| 1949 | Salón México                    | Directora del colegio de señoritas |
| 1949 | La malquerida                   | Doña Mercedes                      |
| 1948 | Ustedes los ricos               | Doña Charito, "la millonaria"      |
| 1947 | Cuando lloran los valientes     | Mamá de Cristina                   |
| 1947 | Fantasía ranchera               |                                    |
| 1947 | ¡Qué verde era mi padre!        | Doña Trini                         |
| 1946 | Rocambole                       | Madre de Antonieta                 |
| 1946 | Cásate y verás                  | Doña Cristina                      |
| 1946 | Papá Lebonard                   |                                    |
| 1946 | Las colegialas                  | Doña Rosario, señora directora     |
| 1946 | Por un amor                     |                                    |
| 1945 | Me he de comer esa tuna         | Doña Rosaura                       |
| 1945 | Su gran ilusión                 |                                    |
| 1945 | La casa de la zorra             | Esposa de embajador                |
| 1945 | La hora de la verdad            |                                    |
| 1945 | Lo que va de ayer a hoy         |                                    |
| 1945 | Club verde                      |                                    |
| 1945 | El capitán Malacara             | Doña Ángela                        |
| 1945 | Toda una vida                   | Señora Isabel Olmedo               |
| 1945 | Una gitana en México            | Doña Engracia                      |
| 1944 | La trepadora                    | Doña Agueda                        |
| 1944 | Porfirio Díaz                   |                                    |
| 1944 | México de mis recuerdos         | Tía Gertrudis                      |
| 1944 | Balajú                          | Doña Lupe                          |
| 1944 | La mujer sin alma               | Mamá de Teresa                     |
| 1944 | Naná                            | Mamá de Bebe                       |
| 1944 | Felipe Derblay, el herrero      |                                    |
| 1943 | Flor silvestre                  | Doña Clara                         |
| 1943 | Una carta de amor               | Doña Rosa                          |
| 1943 | El espectro de la novia         |                                    |
| 1943 | La razón de la culpa            | Felisa, hermana de Andrés          |
| 1943 | María Eugenia                   | Doña Virginia                      |
| 1942 | El baisano Jalil                | Carmen                             |
| 1941 | Adiós mi chaparrita             | Doña Panchita                      |
| 1940 | El secreto de la monja          | Isabel de Asbaje                   |
| 1939 | Café Concordia                  | Doña Laura                         |
| 1938 | María                           | Doña Manuela                       |
| 1938 | Refugiados en Madrid            | La marquesa                        |
| 1938 | Abnegación                      |                                    |
| 1936 | Mujeres de hoy                  | Doña Elvira                        |
| 1935 | Sor Juana Inés de la Cruz       | Doña Leonor Carreto, virreina      |
| 1935 | Martín Garatuza                 | Doña Juana de Carvajal             |
| 1932 | Santa                           | Doña Elvira                        |
| 1919 | Dos corazones                   |                                    |
| 1917 | En la sombra                    |                                    |
| 1917 | La soñadora                     | Emma                               |
| 1917 | Alma de sacrificio              | Rosa                               |
| 1917 | En defensa propia               | Enriqueta                          |

| Año  | Título     |
| ---- | ---------- |
| 1917 | La tigresa |

| Año  | Título             |
| ---- | ------------------ |
| 1917 | En la sombra       |
| 1917 | La soñadora        |
| 1917 | Alma de Sacrificio |
| 1917 | La tigresa         |
| 1917 | En defensa propia  |

## Legado y homenajes
El 30 de marzo de 2023, los Estudios Churubusco develaron 8 placas con los nombres de las pioneras de la industria del cine mexicano, las cuales están en la entrada de los foros de grabación. Las homenajeadas fueron Derba, Matilde Landeta, Cándida Beltrán, Gloria Schoemann, Elena Sánchez, Carmen Toscano, Adela Sequeyro, Adriana y Dolores Ehlers.